# S. Fischer Verlag
S. Fischer Verlag è una casa editrice tedesca, con sede a Francoforte sul Meno. Fondata nel 1886 a Berlino da Samuel Fischer, di origine ebraico-ungherese, è attualmente una delle più grandi e prestigiose.
I suoi referenti più famosi furono Gerhart Hauptmann e Thomas Mann, entrambi insigniti del Premio Nobel per la letteratura.
Dopo la morte di Samuel Fischer nel 1934, la proprietà della casa editrice passò nelle mani della figlia Brigitte e del marito di quest'ultima, Gottfried Bermann Fischer. La casa editrice venne divisa in due: la S. Fischer Verlag continuò l'attività nel Terzo Reich col vecchio nome diretta da Peter Suhrkamp; gli autori indesiderati dal regime nazionalsocialista rimasero alla  Bermann-Fischer Verlag, una nuova società editrice creata da Gottfried Bermann Fischer. Bermann Fischer lasciò la Germania nel 1936 con la moglie Brigitte e le loro tre figlie emigrando dapprima a Vienna, poi a Stoccolma e infine a New York.
Dopo la Seconda guerra mondiale, in seguito a un dissidio sorto sul futuro editoriale del gruppo, Peter Suhrkamp restituì la casa editrice a Bermann-Fischer e ne fondò una sua, la Suhrkamp Verlag. Agli autori più illustri legati alla Fischer venne lasciata la facoltà di scegliere con quale dei due editori pubblicare: così, 33 dei 48 autori — tra cui Bertolt Brecht e Hermann Hesse — decisero di passare alla Suhrkamp.
Attualmente la S. Fischer Verlag, insieme ad altri editori come Kindler, Rowohlt, Kiepenheuer & Witsch, Metzler, fa parte della holding Holtzbrinck.